# Sangue

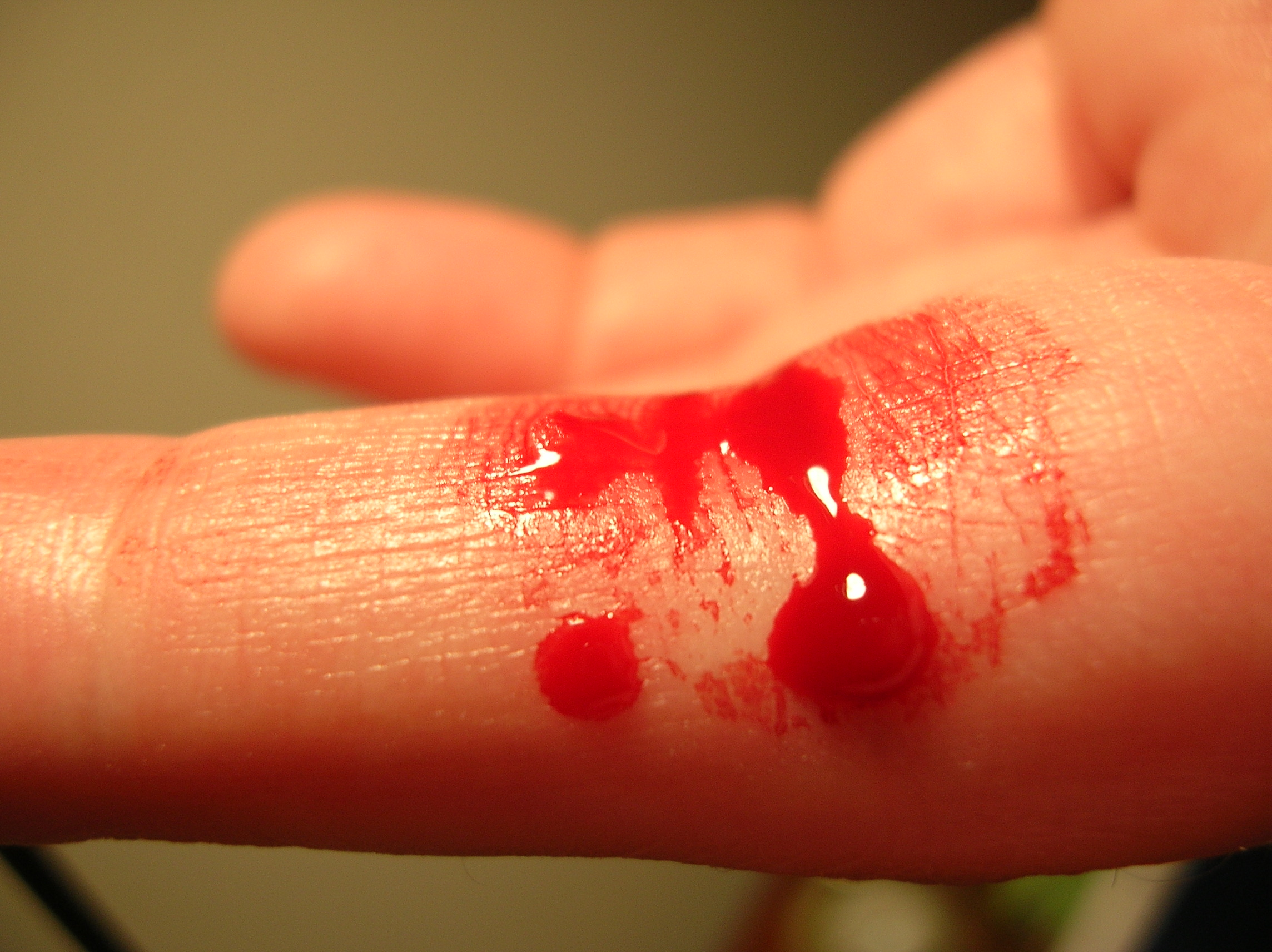
Dedo sangrando

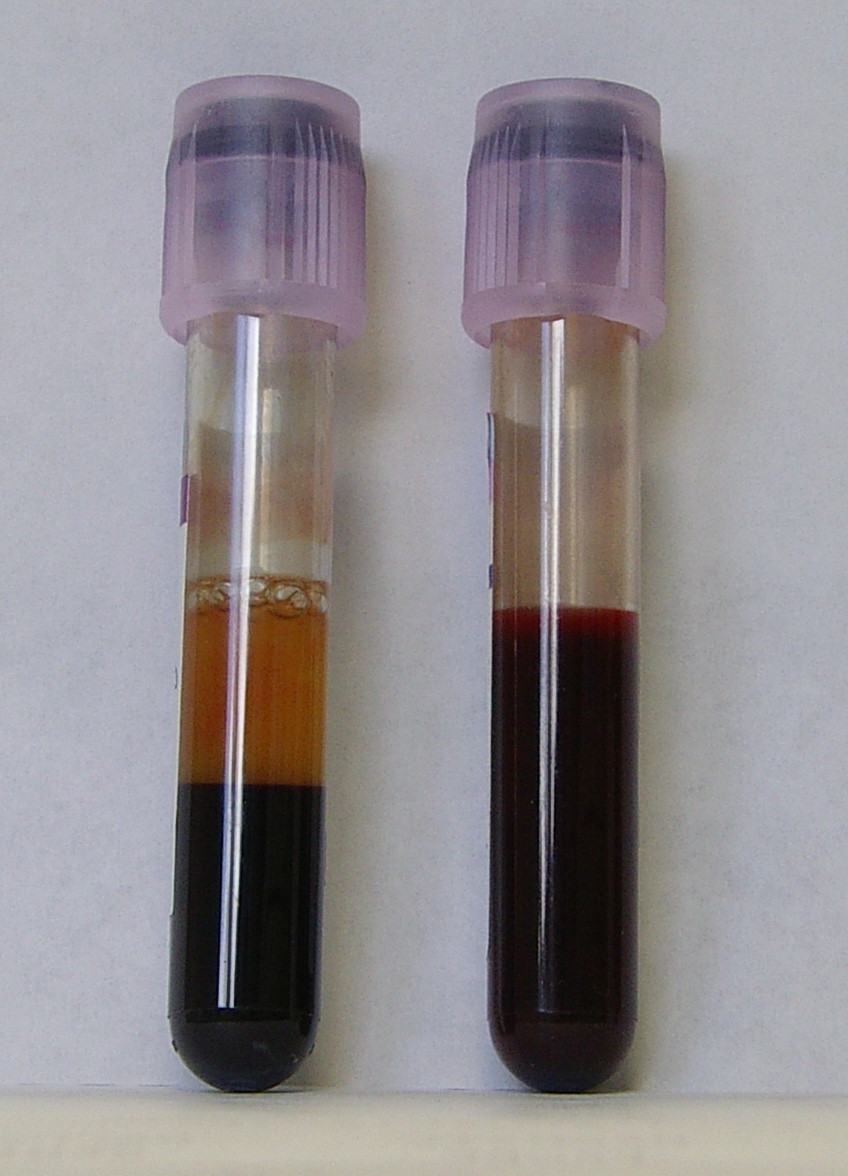
Amostra de sangue humano coletado para realização de exames laboratoriais

O sangue é um fluido corporal que percorre o sistema circulatório em animais vertebrados; formado por uma porção celular de natureza diversificada - pelos "elementos figurados" do sangue - que circula em suspensão em meio fluido, o plasma. 
Em animais vertebrados o sangue, tipicamente vermelho, é geralmente produzido na medula óssea. Em animais invertebrados a coloração pode variar, mostrando-se azulados ou esverdeados em várias espécies, em razão da presença de cobre e não ferro na estrutura das células responsáveis pelo transporte de oxigênio.
Nos vertebrados, o sangue é composto por células sanguíneas suspensas em plasma sanguíneo. O plasma, que constitui 55% do fluido sanguíneo, é composto principalmente por água (92% do seu volume)., e contém proteínas dispersas, glicose, iões minerais, hormonas, dióxido de carbono (e outros produtos residuais), e as próprias células sanguíneas flutuam nele. A albumina é a principal proteína do plasma, que funciona para regular a pressão osmótica coloidal do sangue; o plasma também contém anticorpos. As células sanguíneas constituem 45% do volume sanguíneo e são de três tipos: a maioria são hemácias (também chamadas eritrócitos ou glóbulos vermelhos), que transportam oxigénio, as outras são glóbulos brancos (leucócitos), que estão envolvidas na defesa imunitária, e plaquetas (ou trombócitos), que estão envolvidas na coagulação sanguínea. Os glóbulos vermelhos contêm a proteína hemoglobina, que contém ferro, e à qual se liga (reversivelmente) o oxigénio transportado pelo sangue, o que aumenta a capacidade do sangue para dissolver o oxigénio. Por outro lado, o dióxido de carbono é transportado extracelularmente, sendo dissolvido principalmente no plasma sob a forma de ião bicarbonato.
Quando o sangue chega aos pulmões, ocorre uma troca gasosa entre o sangue e o ar alveolar, no qual, por difusão, o dióxido de carbono é expelido e o oxigénio é absorvido. Desta forma, o sangue é oxigenado e direcionado dos pulmões para o lado esquerdo do coração. De seguida, sai do coração pela aorta e o sangue oxigenado é distribuído pelas artérias e capilares por todo o corpo, onde as células consomem o oxigénio e libertam dióxido de carbono, pelo que este regressa ao coração desoxigenado pelas veias e carregado de dióxido de carbono, de onde é enviado para os pulmões.
O sangue dos vertebrados é vermelho vivo quando a sua hemoglobina é oxigenada e vermelho escuro quando é desoxigenada. Alguns animais invertebrados possuem outras proteínas respiratórias para além da hemoglobina, que transportam o oxigénio e dão uma cor diferente ao sangue. Os insetos e alguns moluscos possuem um fluido chamado hemolinfa em vez de sangue; a hemolinfa não está contida num sistema circulatório fechado. Na maioria dos insetos, este "sangue" não transporta oxigénio.
Os vertebrados com mandíbula possuem um sistema imunitário adaptativo, baseado principalmente nos glóbulos brancos. Os glóbulos brancos estão envolvidos na luta imunológica contra infeções e parasitas. As plaquetas são importantes para a coagulação sanguínea. Os artrópodes possuem hemócitos na sua hemolinfa como parte do seu sistema imunitário.

## Função
O sangue tem como função a manutenção da vida do organismo, exercendo a função de transportar nutrientes, excretas (metabólitos), oxigênio, gás carbônico, hormônios, anticorpos, e demais substâncias ou corpúsculos cujos transportes se façam essenciais entre os mais diversos tecidos e órgãos do organismo.
O sangue é formado por diversos tipos de células, que constituem a parte "sólida" do sangue, cada tipo com anatomia e funções próprias; essas, imersas em uma parte líquida chamada plasma. As células sanguíneas são classificadas em três grupos básicos: os leucócitos ou glóbulos brancos, que são células de defesa integrantes do sistema imunitário; as hemácias , glóbulos vermelhos ou eritrócitos, responsáveis pelo transporte de oxigênio; e plaquetas, responsáveis pela coagulação sanguínea.
Podemos encontrar os mesmos componentes básicos do sangue nos anfíbios, nos répteis, nas aves e nos mamíferos (incluindo o ser humano).
A densidade do sangue humano é de 1,03g/cm³. Em média, um indivíduo adulto possui de 5 à 6 litros de sangue, o que significa que um indivíduo adulto possuirá um pouco mais de 5 quilogramas de sangue em seu corpo. 
Popularmente também denomina-se por sangue o fluido com funções similares em animais não dotados de sistema circulatório fechado, a exemplo da hemolinfa nos insetos. A composição da hemolinfa é, contudo, diferente da composição do sangue propriamente dito. 
Não obstante, nem todos os animais têm sangue vermelho. Muitos invertebrados marinhos, incluindo algumas espécies de caranguejos, lagostas, polvos e lulas podem apresentam este fluído na cor azul. A razão para essa diferença está na composição do sangue desses animais, mais especificamente na proteína responsável por transportar o oxigênio. Enquanto os vertebrados possuem sangue rico em hemoglobina,  proteína rica em ferro, elemento responsável pela cor vermelha, alguns invertebrados como crustáceos, moluscos e aracnídeos possuem hemocianina, a qual é rica em cobre. Esta proteína, quando oxigenada, adquire tonalidades azuladas ou esverdeadas.
A presença de hemocianina em alguns animais e hemoglobina em outros é resultado da evolução e adaptação a diferentes ambientes. Em ambientes com baixa temperatura, elevada pressão e redução nos níveis de oxigênio dissolvido, como o fundo do mar, a hemocianina é mais eficiente no transporte de oxigênio do que a hemoglobina.

## O sangue humano
O sangue humano é composto basicamente por:
- 45% de elementos figurados[2] (células): Hemácias, leucócitos e plaquetas;
- 55% de plasma (Matriz extracelular).

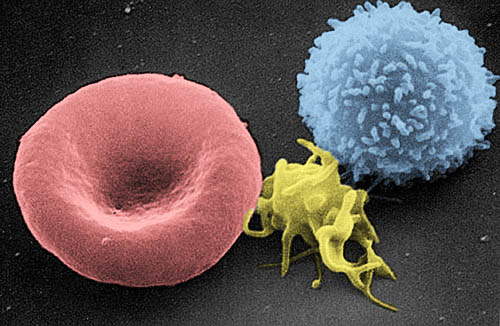
Imagem de Microscópio eletrônico de varredura de uma hemácia (E), plaqueta (centro), e leucócito (D)

### Hemácias ou Glóbulos Vermelhos
São estocadas no baço, que por sua vez tem duas funções: liberar hemácias sadias (por ex., ao se fazer esforço físico) e destruir hemácias velhas, reciclando a hemoglobina.
Função das hemácias: realizar a respiração celular, ao transportar oxigênio e parte de gás carbônico pela hemoglobina. Além de terem um importante papel na regulação do pH sanguíneo, agindo como tampão. Em casos de redução do pH ela libera o íon de O e absorve um íon de H, alcalinizando a solução. Caso o pH esteja elevado, a hemácia captura um íon de O e libera um íon de H, acidificando o meio. Este mecanismo ocorre de forma fisiológica no organismo, onde, no músculo, normalmente há um pH levemente ácido, o oxigênio é mobilizado e um íon de H é capturado. O inverso ocorre no pulmão, onde o meio encontra-se levemente básico, então a hemoglobina libera o íon de H e captura um íon de O. 
O hematócrito serve para medir a porcentagem de células em relação ao plasma. Valores normais, em geral, variam de 25 a 55%. valores abaixo indicam uma anemia, valores aumentados indicam uma desidratação. As proteínas plasmáticas totais servem para indicar se a anemia é por perda de sangue total, onde seu valor estará reduzido, ou em deficiências de produção, onde o valor das proteínas estará normal.

### Leucócitos ou glóbulos brancos
Os leucócitos tem a função de defender o corpo contra os micro-organismos causadores de doenças e qualquer partícula estranha que penetre no organismo, como vírus, bactérias, parasitas ou proteínas diferentes das do corpo. Os glóbulos brancos do sangue se dividem em dois grupos, os neutrófilos, eosinófilos e basófilos possuem grânulos no citoplasma, sendo assim são classificados como granulócitos, enquanto os linfócitos e monócitos não apresentam esses grânulos e são denominados agranulócitos.
- Neutrófilos - Microscopicamente observa-se um núcleo irregular dividido entre 2 a 5 lóbulos e grânulos no citoplasma. Corresponde a cerca de 60 a 70% dos leucócitos totais e é a primeira linha de defesa liberando lisozima, que perfura a parede celular e lactoferrina, que rouba ferro do micro-organismo;
- Eosinófilos - Microscopicamente observa-se um núcleo bilobulado com grânulos alaranjados no citoplasma. Compõem uma pequena porção dos leucócitos totais, cerca de 1 a 3%, são responsáveis pela liberação de mediadores inflamatórios que atuam na parasitose;
- Basófilos - Apresentam na visão microscópica um núcleo volumoso, com grânulos por todo o citoplasma, sendo esses responsáveis pela liberação dos mediadores inflamatórios histamina e heparina. Representam cerca de 2% dos leucócitos totais;
- Monócitos - Microscopicamente apresenta um núcleo irregular, em formato semelhante a um feijão e pequenos grânulos em seu citoplasma. Correspondem a cerca de 3 a 8% dos leucócitos totais e são responsáveis pela fagocitose e posteriormente originam os macrófagos;
- Linfócitos - Microscopicamente observa-se um grande núcleo e uma pequena porção de citoplasma, correspondem a um total de 20 a 25% dos leucócitos totais, divide-se em linfócitos T e linfócito B, sendo responsáveis pelo reconhecimento do micro-organismo e produção de anticorpos, respectivamente.

### Trombócitos ou Plaquetas
Originadas a partir dos megacariócitos, localizados na medula óssea. 

Função: realizar a coagulação sanguínea.
Possuem uma vida média de 10 dias.
Se uma pessoa tiver:
- (-) Hemofilia: pessoa que não consegue coagular o sangue;
- (+) Trombo: Coágulo interno. (AVC, infarto).

### Plasma
Função: transporte de hemácias, leucócitos, plaquetas e outras substâncias dissolvidas, como proteínas (albumina, responsável pela manutenção da pressão osmótico sanguínea; anticorpos; fibrinogênio); nutrientes (glicose, aminoácidos, ácidos graxos); excretas (ureia, ácidos úricos, amônia); hormônios (testosterona, adrenalina); hemoglobinas (ou anticorpos); sais/iões (sódio, potássio); gases (na forma de ácido carbônico ou H2CO3). O plasma transporta essas substâncias por todo organismo, permitindo às células a receber nutrientes e excretar e/ou segregar substâncias geradas no metabolismo.
Composição: cerca de 90% de água; 10% outras substâncias

### Características da circulação sanguíneas
- Fechada: O sangue circula somente no interior dos vasos (artérias, veias e capilares).
- Completa: Não ocorre mistura do sangue arterial com o sangue venoso.
- Dupla: O sangue passa duas vezes pelo coração (com sangue arterial e com sangue venoso).

### pH
O pH do sangue normal fica no intervalo de 7,35 a 7,45. Dessa forma, é uma substância levemente básica.

### Elementos presentes
Na tabela abaixo é possível ver a composição esperada para o sangue em seres humanos saudáveis:
| Elementos/Características | Forma                | Tamanho (em micrômetros) | Número*                 | Núcleo             | Citoplasma                | Grânulos           | Coloração usual               |
| ------------------------- | -------------------- | ------------------------ | ----------------------- | ------------------ | ------------------------- | ------------------ | ----------------------------- |
| Hemácias                  | Coloidal             | 7 a 8                    | 4,5 a 5,5 milhões/mm3   | Não há.            | Homogêneo com hemoglobina | Não há.            | Rosea.                        |
| Linfócitos                | Esférica             | 6 a 8                    | 30%                     | Esférico grande    | Hialino                   | Não há.            | Citoplasma basófilo           |
| Monócitos                 | Esférica ou amebóide | 12 a 20                  | 6%                      | Oval ou reniforme  | Hialino                   | Não há.            | Citoplasma basófilo           |
| Neutrófilos               | Esférica ou amebóide | 10 a 12                  | 60%                     | 3 a 5 lóbulos      | Granulado                 | Finos, neutrófilos | Citoplasma róseo              |
| Acidófilos                | Esférica             | 10 a 14                  | 3%                      | Em geral 2 lóbulos | Granulado                 | Grosso, acidófilo  | Grânulos vermelhos            |
| Basófilos                 | Esférica             | 8 a 10                   | 1%                      | Irregular          | Granulado                 | Grosso, basófilo   | Grânulos azuis                |
| Plaquetas                 | Irregular            | 2 a 3                    | 200 mil a 300 mil / mm3 | Não há.            | Granulado                 | Finos              | Citoplasma fracamente azulado |

(*) O número de leucócitos (linhas destacadas) é de 4 a 10 mil por mm3 e os valores indicados correspondem à percentagem média de cada tipo. Dos leucócitos, 30% correspondem aos linfócitos e 70% aos diversos mieloides.
| Tipo de indivíduo                  | Eritrócitos (x 106/mm3) | Hemoglobina (g/100mL) | Hematócrito (%) |
| ---------------------------------- | ----------------------- | --------------------- | --------------- |
| Recém nascidos (a termo)           | 4 - 5,6                 | 13,5 - 19,6           | 44 - 62         |
| Crianças (3 meses)                 | 4,5 - 4,7               | 9,5 - 12,5            | 32 - 44         |
| Crianças (1 ano)                   | 4,0 - 4,7               | 11,0 - 13             | 36 - 44         |
| Crianças (10 a 12 anos)            | 4,5 - 4,7               | 11,5 - 14,8           | 37 - 44         |
| Mulheres (em situação de gravidez) | 3,9 - 5,6               | 11,5 - 16,0           | 34 - 47         |
| Mulheres (normais)                 | 4,0 - 5,6               | 12 - 16,5             | 35 - 47         |
| Homens                             | 4,5 - 6,5               | 13,5 - 18             | 40 - 54         |

| Idade                   | VCM (µ3) | HbCM (pg) | CHbCM (%) |
| ----------------------- | -------- | --------- | --------- |
| Crianças (3 meses)      | 83 - 110 | 24 - 34   | 27 - 34   |
| Crianças (1 ano)        | 77 - 101 | 23 - 31   | 28 - 33   |
| Crianças (10 a 12 anos) | 77 - 95  | 24 - 30   | 30 - 33   |
| Mulheres                | 81 - 101 | 27 - 34   | 31,5 - 36 |
| Homens                  | 82 - 101 | 27 - 34   | 31,5 - 36 |

No caso do corpo humano, as hemácias, células responsáveis por darem a cor vermelha característica do sangue, tem um ciclo de vida de 120 dias. Após esse período, elas são substituídas por novas células, em um ciclo contínuo. A quantidade total de sangue em nosso corpo varia de acordo com o peso e a altura, mas em média representa cerca de 7% da massa corporal total.

## Doação e Transfusão de Sangue

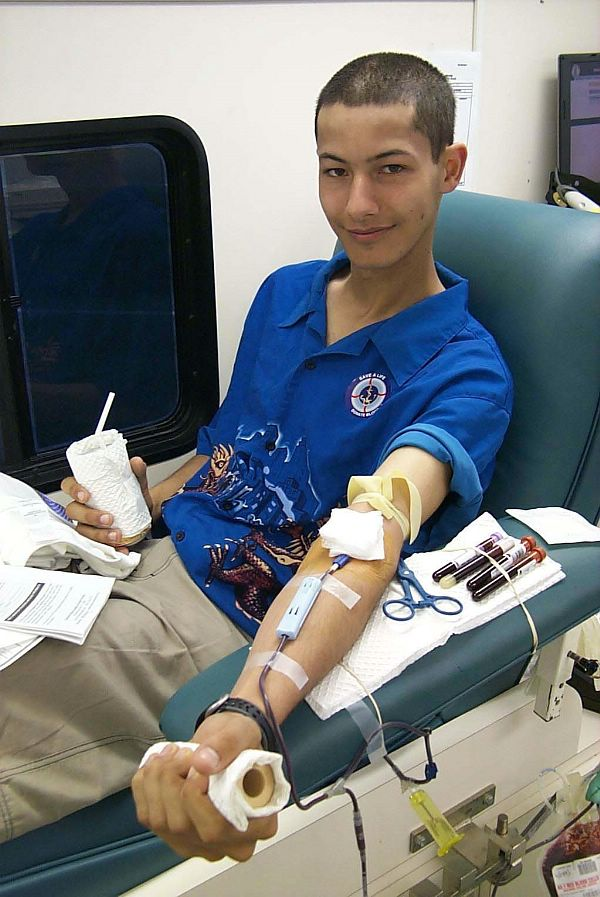
Membro da Marinha Norte Americana doando sangue

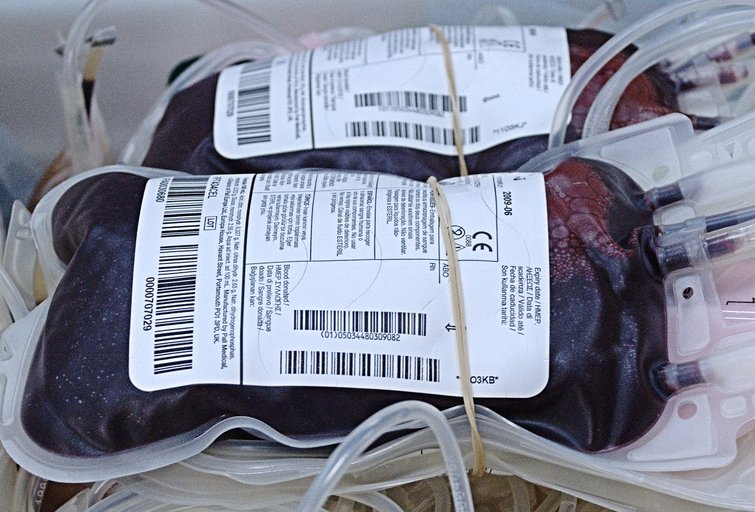
Sacos de sangue para transfusão

A doação de sangue é o processo pelo qual um doador voluntário tem seu sangue coletado para armazenamento em um banco de sangue ou hemocentro para um uso subsequente em uma transfusão de sangue. Trata-se de um processo de fundamental importância para o funcionamento de um hospital ou centro de saúde.
A transfusão sanguínea é realizada para repor a perda do fluido corpóreo devido a alguma doença ou trauma grave que venha a trazer perda substancial que não possa ser reposta pela própria pessoa.
Estimativas apontam que somente no Brasil, sejam consumidas diariamente mais de 5 mil bolsas de sangue que são, em sua maioria, aplicadas em centros hospitalares a pacientes enfermidade e/ou acidentados.
Todos os procedimentos médicos que demandam transfusão de sangue precisam dispor de um fornecimento regular e seguro deste elemento. Daí a importância de se manter sempre abastecidos os bancos de sangue por meio das doações, que não engrossam nem afinam o sangue do doador. É fácil e seguro, e não se pode mentir nem omitir informações, pois quem recebe o sangue pode ser contaminado.
Doar sangue é um procedimento simples, rápido, sigiloso, seguro e relativamente indolor. Para o doador em geral não há riscos, porém algumas complicações podem eventualmente aparecer:
- queda de pressão arterial e tontura;
- hematoma no local da picada;
- náusea e vômito;
- dor local e dificuldade para movimentação do braço;
- desmaios.

## Saúde e doença

### Diagnóstico
O exame de sangue e de pressão sanguínea estão entre os mais comumente métodos de diagnóstico investigativo que envolve o sangue.

### Patologia
Problemas com a circulação sanguínea desempenham um papel importante em diversas doenças, por exemplo:
- AIDS;
- Isquemia;
- Hemofilia;
- Leucemia.

Leucemia: o aumento do número de glóbulos brancos no sangue de uma pessoa costuma indicar que ela tem uma infecção. Mas pode indicar também Leucemia, uma forma de câncer que ataca os leucócitos. Na leucemia não há apenas aumento no número de glóbulos brancos, a medula óssea ou os tecidos linfáticos passam a produzir, em Grande número leucócitos anormais, incapazes de defender o corpo.
Há vários tipos de Leucemia que podem ser causados por fatores genéticos, certos tipos de vírus, radiações ou substâncias químicas. O tratamento dessa doença pode incluir medicamentos (quimioterapia) ou radiações (radioterapia), que destroem as células cancerosas. Às vezes é necessário transplante de medula óssea de um doador, assim sendo substituído uma medula ruim com vírus, e uma Boa sem nenhum tipo de vírus. Assim várias formas de leucemia podem ser totalmente curadas.
O sangue é um importante fator de infecção para diversos patógenos, como:
- HIV, o vírus que causa a AIDS;
- Hepatite B;
- Hepatite C;
- Sífilis;
- Doença de Chagas.

### Tratamento
A transfusão de sangue é o modo mais direto de uso terapêutico de sangue. Ele é obtido através da doação de sangue. Como existem diferentes tipos de sangue, e a transfusão de um tipo errado pode causar muitas complicações no receptor, são feitos exames de compatibilidade.
Outros produtos do sangue administrados intravenosamente são as plaquetas, plasma sanguíneo e concentrados de fator de coagulação específicos.
Muitas formas de medicação (dos antibióticos à quimioterapia) são administradas intravenosamente, já que elas não podem ser prontamente ou adequadamente absorvidas pelo trato digestivo.
Como dito acima, algumas doenças ainda são tratadas com a remoção de sangue da circulação.

## Consequências da inalação de monóxido de carbono em excesso
Ao chegar ao baço e também ao fígado, as hemácias "velhas" são eliminadas e o organismo cria novas hemácias, assim ficando livre do que já não serve mais. O baço seria como a lixeira do sangue, onde as hemácias já envelhecidas e sem uso são descartadas do organismo.
As hemácias se desprendem facilmente das moléculas de oxigênio quando este chega aos pulmões. Só que, quando há a introdução de Monóxido de carbono no organismo, as hemácias se unem às moléculas desse gás tóxico que é inalado todos os dias por nós.
Aquando ligadas às moléculas de monóxido de carbono, as hemácias se unem a elas permanentemente, e não conseguem mais se desprender (a ponte molecular é muito forte), ficando impossibilitadas de servirem ao transporte do oxigênio. O oxigênio então fica solto no sangue e não consegue atingir as células que necessitam de sua energia para continuarem vivas. O monóxido de carbono, estando em excesso como está atualmente na atmosfera, é inalado, sendo um grande "capturador" de hemácias, faz com que o transporte de oxigênio fica prejudicado, no nível celular, em todo o corpo do indivíduo.
As hemácias presas ao monóxido de carbono tornam-se inúteis no organismo, e são transportadas para o baço e ao fígado, para serem eliminadas, pois o organismo passou a "entendê-las" como inimigas. Por serem em número maior do que poderiam ser eliminadas normalmente, esse excesso de hemácias mortas causa uma sobrecarga no baço e no fígado, provocando o seu mau funcionamento, pois que eles não conseguem eliminar esse número tão elevado de hemácias diariamente. E elas se acumulam, enquanto o fluxo de oxigênio no sangue é prejudicado pela escassez de hemácias "boas", livres do monóxido, ou mesmo hemácias novas, que não são produzidas com a rapidez e qualidade que o organismo exposto à alta concentração de monóxido de carbono necessita.
O excesso de "morte" de hemácias e a incapacidade de produção de um número tão grande para reposição de hemácias no corpo provocam uma forma de anemia crônica.

## Efeitos nos demais órgãos do corpo humano
Ainda concomitante à escassez de oxigênio no corpo pelo fracasso no transporte para as células, e a sobrecarga no baço e no fígado pelas hemácias+CO eliminadas pelo órgão, o corpo sofre. Os rins têm que trabalhar excessivamente para garantir maior pureza no sangue e em todo o sistema; os pulmões se tornam sobrecarregados pelo trabalho excessivo do coração que tem que bater mais e mais rápido, para garantir um fluxo melhor de oxigênio e também para dominar a anemia.
O coração se torna maior com o excesso de trabalho, trazendo líquidos aos pulmões, que se tornam carregados, provocando má respiração, bronquites e prejudicando ainda mais a ventilação do organismo, com outros distúrbios também como gástricos e intestinais.
E, ao final, o cérebro, com pouca carga de oxigênio, fica falho e ocorrem problemas mais sérios, como falta de memória, distúrbios de sono, nervosismo, ansiedade - a chamada síndrome do pânico; e, ao final, o organismo pode se ver inteiramente colapsado.